# الدوري السويدي الدرجة الثانية 1944–45
الدوري السويدي الدرجة الثانية 1944–45 (بالسويدية: Division II i fotboll 1944/1945)‏ هو موسم من الدوري السويدي الدرجة الثانية. فاز فيه نادي يورغوردينس.